# Герен, Морис де
Жорж-Пьер Мори́с де Гере́н (фр. Georges-Pierre Maurice de Guérin; 5 августа 1810, замок Кела, Андийак, Тарн — 19 июля 1839, там же) — французский поэт, автор дневника, прозаик.

## Биография
Родился в обедневшей дворянской семье, в 1832 году сошёлся с христианско-социалистическим кружком аббата Ламенне, впоследствии сотрудничал в католических изданиях «Revue Européenne» и «La France Catholique», переселился из провинции в Париж. Скончался от туберкулёза.

## Творчество
В 1836 году уничтожил почти всё написанное прежде. Кроме стихотворений и дневника, Герену принадлежат несколько стихотворений в прозе. Лучшие из них — «Кентавр» и «Вакханка». В образе кентавра — обитателя высоких гор, презирающего жителей «долины», с тщетными поисками смысла бытия, приводящими его к полному пессимизму, Герен изобразил самого себя, потомка старой дворянской семьи, сознавшего свою неприспособленность к деятельности в новом обществе.

## Наследие и признание
Произведения Герена опубликованы после его смерти Жорж Санд в «Revue des Deux Mondes». Ближайшей помощницей Герена в работе являлась его сестра Эжени де Герен; их переписка опубликована в 1862 году Жюлем Барбе д’Оревильи. Эссе об Эжени и Морисе де Герен принадлежит английскому поэту и литературному критику М.Арнолду, оно вошло в его «Критические очерки» (1861). В XX веке на Герена обратили внимание символисты (Реми де Гурмон, Гюисманс и др.), как на непосредственного предшественника и учителя Бодлера и символизма, особенно в жанровой области. «Кентавр» считается одним из лучших образцов романтической «поэмы в прозе». В XX в. творчество поэта оценено заново, к его наследию обращаются Рильке (он перевёл «Кентавра» на немецкий язык), Ф. Мориак, Х. Р. Хименес, Ф. Жакоте и др. С 1968 года во Франции существует Общество друзей Эжени и Мориса де Герен, под его эгидой публикуются их сочинения и труды об их творчестве.

## Публикации на русском языке
- Вакханка (отрывки)// Поэзия Франции. Век XIX. М.: Художественная литература, 1985, с.158-160.